# 施扬 (游泳运动员)
施扬（1989年1月4日—），上海人，中国男子游泳运动员。

## 簡歷
2012年，施扬代表中国出戰英國倫敦舉行的奥林匹克运动会游泳比賽男子50米自由泳賽事。